# 涧山口水库
涧山口水库是中国河南省平顶山市汝州市境内的一座水库，位于牛涧河上，建于1960年。水库正常库容为1605万立方米，集雨面积为117平方千米，海拔为272.5米。